# Pietro Lombardi (Sänger)/Diskografie
Diese Diskografie ist eine Übersicht über die musikalischen Werke des deutschen Popsängers Pietro Lombardi. Den Schallplattenauszeichnungen zufolge hat er bisher mehr als 2,6 Millionen Tonträger verkauft. Seine erfolgreichste Veröffentlichung ist die Single Señorita. Die Single verkaufte sich alleine in Deutschland über 1,5 Millionen Mal, womit sie nicht nur zu einer der meistverkauften Rap-Singles, sondern zu einer der meistverkauften Singles des Landes zählt.

## Alben

### Studioalben
| Jahr | Titel Musiklabel           | Höchstplatzierung, Gesamtwochen, AuszeichnungChartplatzierungen (Jahr, Titel, Musiklabel, Platzierungen, Wochen, Auszeichnungen, Anmerkungen) | Höchstplatzierung, Gesamtwochen, AuszeichnungChartplatzierungen (Jahr, Titel, Musiklabel, Platzierungen, Wochen, Auszeichnungen, Anmerkungen) | Höchstplatzierung, Gesamtwochen, AuszeichnungChartplatzierungen (Jahr, Titel, Musiklabel, Platzierungen, Wochen, Auszeichnungen, Anmerkungen) | Anmerkungen                                            |
| Jahr | Titel Musiklabel           | DE | AT | CH | Anmerkungen                                            |
| ---- | -------------------------- | --- | --- | --- | ------------------------------------------------------ |
| 2011 | Jackpot Polydor (UMG)      | DE1 Platin · (16 Wo.)DE | AT1 Platin · (15 Wo.)AT | CH3 Gold · (15 Wo.)CH | Erstveröffentlichung: 27. Mai 2011 Verkäufe: + 230.000 |
| 2011 | Pietro Style Polydor (UMG) | DE17 (5 Wo.)DE | AT30 (3 Wo.)AT | CH66 (2 Wo.)CH | Erstveröffentlichung: 2. Dezember 2011                 |
| 2020 | Lombardi Polydor (UMG)     | DE2 (20 Wo.)DE | AT2 (7 Wo.)AT | CH3 (9 Wo.)CH | Erstveröffentlichung: 20. März 2020                    |
| 2025 | Kapitel Polydor (UMG)      | DE28 (1 Wo.)DE | — | — | Erstveröffentlichung: 17. Januar 2025                  |

### Gemeinschaftsalben
| Jahr | Titel Musiklabel                    | Höchstplatzierung, Gesamtwochen, AuszeichnungChartplatzierungen (Jahr, Titel, Musiklabel, Platzierungen, Wochen, Auszeichnungen, Anmerkungen) | Höchstplatzierung, Gesamtwochen, AuszeichnungChartplatzierungen (Jahr, Titel, Musiklabel, Platzierungen, Wochen, Auszeichnungen, Anmerkungen) | Höchstplatzierung, Gesamtwochen, AuszeichnungChartplatzierungen (Jahr, Titel, Musiklabel, Platzierungen, Wochen, Auszeichnungen, Anmerkungen) | Anmerkungen                                                               |
| Jahr | Titel Musiklabel                    | DE | AT | CH | Anmerkungen                                                               |
| ---- | ----------------------------------- | --- | --- | --- | ------------------------------------------------------------------------- |
| 2013 | Dream Team Polydor (UMG)            | DE33 (2 Wo.)DE | AT37 (1 Wo.)AT | CH69 (1 Wo.)CH | Erstveröffentlichung: 22. März 2013 mit Sarah Lombardi als Sarah & Pietro |
| 2016 | Teil von mir Kick-Media Music (RTD) | DE35 (1 Wo.)DE | AT27 (1 Wo.)AT | CH35 (1 Wo.)CH | Erstveröffentlichung: 18. März 2016 mit Sarah Lombardi als Sarah & Pietro |

## Singles

### Als Leadmusiker
| Jahr | Titel Album                                               | Höchstplatzierung, Gesamtwochen, AuszeichnungChartplatzierungen (Jahr, Titel, Album, Platzierungen, Wochen, Auszeichnungen, Anmerkungen) | Höchstplatzierung, Gesamtwochen, AuszeichnungChartplatzierungen (Jahr, Titel, Album, Platzierungen, Wochen, Auszeichnungen, Anmerkungen) | Höchstplatzierung, Gesamtwochen, AuszeichnungChartplatzierungen (Jahr, Titel, Album, Platzierungen, Wochen, Auszeichnungen, Anmerkungen) | Anmerkungen | [↑]: gemeinsam behandelt mit vorhergehendem Eintrag; [←]: in beiden Charts platziert |
| Jahr | Titel Album                                               | DE | AT | CH | Anmerkungen |                                                                                      |
| --- | --------------------------------------------------------- | --- | --- | --- | --- | ------------------------------------------------------------------------------------ |
| 2011 | Call My Name Jackpot                                      | DE1 Platin · (16 Wo.)DE | AT1 Platin · (13 Wo.)AT | CH1 Gold · (9 Wo.)CH | Erstveröffentlichung: 10. Mai 2011 Verkäufe: + 345.000                                                                                                 |                                                                                      |
| 2011 | Goin’ to L. A. Pietro Style                               | DE22 (6 Wo.)DE | AT55 (1 Wo.)AT | — | Erstveröffentlichung: 11. November 2011 |                                                                                      |
| 2011 | It’s Christmas Time Pietro Style (Special Version)[DE: ↑] | DE22 (6 Wo.)DE | AT75 (1 Wo.)AT | — | Erstveröffentlichung: 2. Dezember 2011 mit Sarah Engels; auch B-Seite von Goin’ to L. A. Original: Pietro Lombardi – When Your Heart Is Missing a Beat |                                                                                      |
| 2013 | Dream Team                                                | DE41 (3 Wo.)DE | AT60 (3 Wo.)AT | CH65 (1 Wo.)CH | Erstveröffentlichung: 15. März 2013 mit Sarah Lombardi als Sarah & Pietro                                                                              |                                                                                      |
| 2015 | Nimmerland Teil von mir                                   | DE32 (3 Wo.)DE | AT28 (2 Wo.)AT | — | Erstveröffentlichung: 12. Juni 2015 mit Sarah Lombardi als Sarah & Pietro                                                                              |                                                                                      |
| 2016 | Nur mit dir Teil von mir                                  | DE40 (1 Wo.)DE | AT42 (1 Wo.)AT | — | Erstveröffentlichung: 5. Februar 2016 mit Sarah Lombardi als Sarah & Pietro                                                                            |                                                                                      |
| 2017 | Mein Herz –                                               | DE12 (1 Wo.)DE | AT15 (1 Wo.)AT | CH27 (1 Wo.)CH | Erstveröffentlichung: 6. Januar 2017 |                                                                                      |
| 2017 | We Have a Dream Dieter Bohlen – Die Megahits (Sampler)    | — | — | — | Erstveröffentlichung: 5. Mai 2017 mit Alexander Klaws, Prince Damien & Juliette Schoppmann Original: DSDS-Allstars                                     |                                                                                      |
| 2018 | Phänomenal Lombardi                                       | DE1 Gold · (14 Wo.)DE | AT2 (9 Wo.)AT | CH8 (5 Wo.)CH | Erstveröffentlichung: 18. Mai 2018 Verkäufe: + 200.000                                                                                                 |                                                                                      |
| 2019 | Nur ein Tanz Lombardi                                     | DE4 (8 Wo.)DE | AT8 (3 Wo.)AT | CH8 (2 Wo.)CH | Erstveröffentlichung: 15. Februar 2019 |                                                                                      |
| 2019 | Bella Donna Lombardi                                      | DE3 Gold · (9 Wo.)DE | AT5 (5 Wo.)AT | CH11 (2 Wo.)CH | Erstveröffentlichung: 3. Mai 2019 Verkäufe: + 200.000                                                                                                  |                                                                                      |
| 2019 | Macarena Lombardi                                         | DE3 (5 Wo.)DE | AT6 (3 Wo.)AT | CH6 (1 Wo.)CH | Erstveröffentlichung: 2. August 2019 |                                                                                      |
| 2019 | Standort Lombardi                                         | DE31 (2 Wo.)DE | — | — | Erstveröffentlichung: 6. Dezember 2019 feat. Dardan |                                                                                      |
| 2020 | Es tut schon wieder weh Lombardi                          | DE11 (3 Wo.)DE | AT23 (1 Wo.)AT | CH32 (1 Wo.)CH | Erstveröffentlichung: 7. Februar 2020 |                                                                                      |
| 2020 | Drake & Rihanna Lombardi                                  | — | — | — | Erstveröffentlichung: 13. März 2020 |                                                                                      |
| 2020 | Cinderella –                                              | DE4 Gold · (10 Wo.)DE | AT11 (7 Wo.)AT | CH21 (4 Wo.)CH | Erstveröffentlichung: 17. Juli 2020 Verkäufe: + 200.000                                                                                                |                                                                                      |
| 2021 | Warum –                                                   | DE7 (3 Wo.)DE | AT27 (1 Wo.)AT | CH23 (1 Wo.)CH | Erstveröffentlichung: 15. Januar 2021 |                                                                                      |
| 2021 | Ti amo –                                                  | DE16 (2 Wo.)DE | AT62 (1 Wo.)AT | CH78 (1 Wo.)CH | Erstveröffentlichung: 18. Juni 2021 |                                                                                      |
| 2021 | Lüg mich an –                                             | DE9 (2 Wo.)DE | AT59 (1 Wo.)AT | CH53 (1 Wo.)CH | Erstveröffentlichung: 8. Oktober 2021 |                                                                                      |
| 2021 | Diamant –                                                 | DE— aDE | — | — | Erstveröffentlichung: 26. November 2021 |                                                                                      |
| 2022 | Vorbei –                                                  | DE4 (5 Wo.)DE | AT25 (2 Wo.)AT | CH37 (1 Wo.)CH | Erstveröffentlichung: 28. Januar 2022 |                                                                                      |
| 2022 | Ich lass dich nicht los –                                 | DE20 (3 Wo.)DE | AT58 (1 Wo.)AT | CH97 (1 Wo.)CH | Erstveröffentlichung: 18. März 2022 |                                                                                      |
| 2022 | You’re My Heart, You’re My Soul –                         | DE2 (2 Wo.)DE | AT43 (1 Wo.)AT | — | Erstveröffentlichung: 6. Mai 2022 mit Katja Krasavice & Dieter Bohlen; Original: Modern Talking                                                        |                                                                                      |
| 2022 | Niemand wie du –                                          | — | — | — | Erstveröffentlichung: 10. Juni 2022 |                                                                                      |
| 2022 | Ciao Bella –                                              | DE— bDE | — | — | Erstveröffentlichung: 22. Juli 2022 |                                                                                      |
| 2022 | Dankbar –                                                 | — | — | — | Erstveröffentlichung: 25. November 2022 |                                                                                      |
| 2023 | Ich vermisse dich –                                       | DE71 (1 Wo.)DE | — | — | Erstveröffentlichung: 24. Februar 2023 |                                                                                      |
| 2023 | For You –                                                 | — | — | — | Erstveröffentlichung: 7. Juli 2023 |                                                                                      |
| 2023 | Mein Weg –                                                | DE— cDE | — | — | Erstveröffentlichung: 10. November 2023 |                                                                                      |
| 2024 | Lovers & Homies –                                         | — | — | — | Erstveröffentlichung: 21. Juni 2024 |                                                                                      |
| 2024 | Glücksgefühle –                                           | — | — | — | Erstveröffentlichung: 26. Juli 2024 |                                                                                      |
| 2024 | Schlussstrich Kapitel                                     | — | — | — | Erstveröffentlichung: 23. August 2024 |                                                                                      |
| 2024 | Ich versteh die Welt nicht mehr Kapitel                   | — | — | — | Erstveröffentlichung: 20. September 2024 |                                                                                      |
| 2024 | OMG Kapitel                                               | — | — | — | Erstveröffentlichung: 15. November 2024 |                                                                                      |
| 2024 | Ich liebe dich Kapitel                                    | — | — | — | Erstveröffentlichung: 6. Dezember 2024 |                                                                                      |
| 2024 | Regen Kapitel                                             | — | — | — | Erstveröffentlichung: 20. Dezember 2024 |                                                                                      |
| Folgende Lieder erschienen nicht als Single, wurden aber durch das Album zum Download und Streaming bereitgestellt und konnten somit eine Platzierung erlangen: |                                                           | | | | |                                                                                      |
| |                                                           | | | | |                                                                                      |
| 2011 | Que Sera, Sera Jackpot                                    | — | AT37 (1 Wo.)AT | CH49 (1 Wo.)CH | Charteinstieg: 10. Juni 2011 Original: Doris Day |                                                                                      |
| 2011 | Down Jackpot                                              | — | AT34 (1 Wo.)AT | CH43 (1 Wo.)CH | Charteinstieg: 10. Juni 2011 Original: Jay Sean |                                                                                      |
| 2020 | Kämpferherz Lombardi                                      | DE13 (4 Wo.)DE | AT21 (3 Wo.)AT | CH25 (3 Wo.)CH | Videoauskopplung: 20. März 2020 Charteinstieg: 27. März 2020                                                                                           |                                                                                      |

### Als Gastmusiker
| Jahr | Titel Album                           | Höchstplatzierung, Gesamtwochen, AuszeichnungChartplatzierungen (Jahr, Titel, Album, Platzierungen, Wochen, Auszeichnungen, Anmerkungen) | Höchstplatzierung, Gesamtwochen, AuszeichnungChartplatzierungen (Jahr, Titel, Album, Platzierungen, Wochen, Auszeichnungen, Anmerkungen) | Höchstplatzierung, Gesamtwochen, AuszeichnungChartplatzierungen (Jahr, Titel, Album, Platzierungen, Wochen, Auszeichnungen, Anmerkungen) | Anmerkungen                                                                                              |
| Jahr | Titel Album                           | DE | AT | CH | Anmerkungen                                                                                              |
| ---- | ------------------------------------- | --- | --- | --- | --- |
| 2011 | I Miss You Heartbeat                  | DE2 (13 Wo.)DE | AT6 (9 Wo.)AT | CH14 (5 Wo.)CH | Erstveröffentlichung: 17. Juni 2011 Sarah Engels & Pietro Lombardi                                       |
| 2017 | Señorita Makers Gonna Make • Lombardi | DE1 Diamant · (44 Wo.)DE | AT1 (26 Wo.)AT | CH7 (19 Wo.)CH | Erstveröffentlichung: 8. September 2017 Verkäufe: + 1.500.000; Kay One feat. Pietro Lombardi             |
| 2019 | Senza te (Ohne dich) La vita è bella  | DE68 (3 Wo.)DE | AT69 (2 Wo.)AT | CH78 (2 Wo.)CH | Erstveröffentlichung: 28. Juni 2019 Giovanni Zarrella feat. Pietro Lombardi Original: Münchener Freiheit |
| 2021 | Ci sarai (Irgendwie) Ciao!            | DE76 (1 Wo.)DE | — | — | Erstveröffentlichung: 26. Februar 2021 Giovanni Zarrella feat. Pietro Lombardi; Original: Nena           |

## Musikvideos
| Jahr | Titel                           | Regisseur(e)                  |
| ---- | ------------------------------- | ----------------------------- |
| 2011 | Call My Name                    |                               |
| 2011 | I Miss You                      |                               |
| 2011 | Goin’ to L. A.                  |                               |
| 2013 | Dream Team                      | Ben Wolf                      |
| 2015 | Nimmerland                      |                               |
| 2016 | Teil von mir                    |                               |
| 2017 | Mein Herz                       |                               |
| 2017 | Señorita                        | Mikis Fontagnier              |
| 2018 | Phänomenal                      | Jonas Michalzik               |
| 2019 | Nur ein Tanz                    | Nick Mitmanski                |
| 2019 | Bella Donna                     | Marvin Ströter                |
| 2019 | Senza te (Ohne dich)            |                               |
| 2019 | Macarena                        | Eugen Kazakov                 |
| 2019 | Standort                        |                               |
| 2020 | Es tut schon wieder weh         | Marvin Ströter                |
| 2020 | Drake & Rihanna                 | Marvin Ströter                |
| 2020 | Kämpferherz                     | Marvin Ströter                |
| 2021 | Warum                           | Marvin Ströter                |
| 2021 | Ci sarai (Irgendwie)            |                               |
| 2021 | Blut                            | Maestro                       |
| 2021 | Ti amo                          | Marvin Ströter                |
| 2022 | Vorbei                          | Marvin Ströter                |
| 2022 | Ich lass dich nicht los         | Marvin Ströter                |
| 2022 | You’re My Heart, You’re My Soul | Jakub Rzucidlo, Tatjana Wenig |
| 2022 | Niemand wie du                  | Marvin Ströter                |
| 2022 | Bella Ciao                      | Marvin Ströter                |
| 2023 | Ich vermisse dich               | Marvin Ströter                |
| 2024 | Glücksgefühle                   | Manfred Baulig                |
| 2024 | Ich versteh die Welt nicht mehr | Marvin Ströter                |

## Sonderveröffentlichungen
| Jahr | Titel Album                              | Anmerkungen |
| ---- | ---------------------------------------- | --- |
| 2011 | I Miss You Heartbeat                     | Erstveröffentlichung: 24. Juni 2011 Sarah Engels & Pietro Lombardi                                                                                                   |
| 2018 | Einer liebt doch immer mehr Königlich    | Erstveröffentlichung: 1. Juni 2018 Marie Wegener mit Pietro Lombardi; Original: Boa                                                                                  |
| 2018 | Herz aus Gold Makers Gonna Make          | Erstveröffentlichung: 7. September 2018 Kay One feat. Pietro Lombardi                                                                                                |
| 2018 | Señorita Makers Gonna Make               | Erstveröffentlichung: 7. September 2018 Kay One feat. Pietro Lombardi                                                                                                |
| 2018 | Because I Love You Classical 90s Dance 2 | Erstveröffentlichung: 19. Oktober 2018 Alex Christensen & The Berlin Orchestra feat. Pietro Lombardi; Original: Stevie B                                             |
| 2019 | Senza te (Ohne dich) La vita è bella     | Erstveröffentlichung: 19. Juli 2019 Giovanni Zarrella feat. Pietro Lombardi; Original: Münchener Freiheit                                                            |
| 2021 | Ci sarai (Irgendwie) Ciao!               | Erstveröffentlichung: 9. April 2021 Giovanni Zarrella feat. Pietro Lombardi; Original: Nena                                                                          |
| 2021 | Blut FML                                 | Erstveröffentlichung: 16. April 2021 Mois & Maestro feat. Massiv, Manuellsen, Sarhad, Azzi Memo, Pietro Lombardi, Ramo, Fard, Mert, Z, King Khalil, Sinan-G & KAY AY |

| Jahr | Titel Album                                   | Anmerkungen |
| ---- | --------------------------------------------- | --- |
| 2017 | We Have a Dream Dieter Bohlen – Die Mega Hits | Erstveröffentlichung: 5. Mai 2017 mit Alexander Klaws, Prince Damien & Juliette Schoppmann; Original: DSDS-Allstars |

## Promoveröffentlichungen
Promo-Singles

| Jahr | Titel Album               | Höchstplatzierung, Gesamtwochen, AuszeichnungChartplatzierungen (Jahr, Titel, Album, Platzierungen, Wochen, Auszeichnungen, Anmerkungen) | Höchstplatzierung, Gesamtwochen, AuszeichnungChartplatzierungen (Jahr, Titel, Album, Platzierungen, Wochen, Auszeichnungen, Anmerkungen) | Höchstplatzierung, Gesamtwochen, AuszeichnungChartplatzierungen (Jahr, Titel, Album, Platzierungen, Wochen, Auszeichnungen, Anmerkungen) | Anmerkungen |
| Jahr | Titel Album               | DE | AT | CH | Anmerkungen |
| ---- | ------------------------- | --- | --- | --- | --- |
| 2016 | Unsere Reise Teil von mir | — | — | — | Erstveröffentlichung: 18. März 2016 mit Sarah Lombardi als Sarah & Pietro                                                                                           |
| 2021 | Blut FML                  | DE— cDE | — | — | Erstveröffentlichung: 26. März 2021 Mois & Maestro feat. Massiv, Manuellsen, Sarhad, Azzi Memo, Pietro Lombardi, Ramo, Fard, Mert, Z, King Khalil, Sinan-G & KAY AY |

## Statistik

### Chartauswertung
|                     | DE    | AT    | CH    |
| ------------------- | ----- | ----- | ----- |
| Nummer-eins-Alben   | DE1DE | AT1AT | CH—CH |
| Top-10-Alben        | DE2DE | AT2AT | CH2CH |
| Alben in den Charts | DE6DE | AT5AT | CH5CH |

|                       | DE     | AT     | CH     |
| --------------------- | ------ | ------ | ------ |
| Nummer-eins-Singles   | DE3DE  | AT2AT  | CH1CH  |
| Top-10-Singles        | DE12DE | AT7AT  | CH5CH  |
| Singles in den Charts | DE25DE | AT25AT | CH20CH |

### Auszeichnungen für Musikverkäufe
Anmerkung: Auszeichnungen in Ländern aus den Charttabellen bzw. Chartboxen sind in ebendiesen zu finden.
| Land/RegionAuszeichnungen für Musikverkäufe (Land/Region, Auszeichnungen, Verkäufe, Quellen) | Gold     | Platin     | Diamant  | Verkäufe  | Quellen           |
| -------------------------------------------------------------------------------------------- | -------- | ---------- | -------- | --------- | ----------------- |
| Deutschland (BVMI)                                                                           | 3× Gold3 | 2× Platin2 | Diamant1 | 2.600.000 | musikindustrie.de |
| Österreich (IFPI)                                                                            | —        | 2× Platin2 | —        | 45.000    | ifpi.at           |
| Schweiz (IFPI)                                                                               | 2× Gold2 | —          | —        | 25.000    | hitparade.ch      |
| Insgesamt                                                                                    | 5× Gold5 | 4× Platin4 | Diamant1 |           |                   |